# 三身國

圖出自《古今圖書集成·方輿彙編·邊裔典·第八十七卷》

明朝，胡文煥《山海經圖》

三身國，又稱作三身人，是《淮南子》所記海外三十六國之一，其民稱作三身民，其人一首三身，是帝俊與娥皇的後代。除此，在《山海經·海外西經》、《異域志》中有所記載。在《鏡花緣》曾出現過。

## 記載
三身國為帝俊與娥皇的後代，姚姓，使四鳥。其中「四鳥」為虎、豹、熊、羆。袁珂於《山海經校注》指出，在《山海經》中凡記有「使四鳥」之國，多屬帝俊之裔。而「使四鳥」在神話中，指的是具有統轄和使役鳥獸的能力。